# Reynoutria
Genre
Classification phylogénétique
Reynoutria est un genre de plantes à fleurs de la famille des Polygonaceae, les Renouées. Il est dédié à Karel van Sint-Omaars (nl) (1533-1569) connu sous le nom de Baron van Reynoutre, naturaliste français du XVIe siècle et ami de Mathias de l'Obel (Lobelius), botaniste flamand.
Les espèces du genre Reynoutria sont des plantes vivaces, herbacées et rhizomateuses. Leurs tiges aériennes sont annuelles et dressées de 2 à 3 m; les feuilles sont alternes, pétiolées, cordées ou tronquées à la base. Les inflorescences dioïques sont des panicules dont les wikt:fascicules sont regroupés par 2 à 5 fleurs. Le périanthe est constitué de 5 pétales, persistant durant fructification et de 8 étamines et 3 longs styles dont les stigmates sont imbriqués. Les fruits sont des akènes trigones.

## Espèces
Liste des espèces selon les jardins botaniques de Kew :
- Reynoutria ciliinervis (Nakai) Moldenke
- Reynoutria compacta (Hook.fil.) Nakai
- Reynoutria fargesii (Hance) T.Yamaz.
- Reynoutria multiflora (Thunb.) Moldenke, la Renouée de Chine
- Reynoutria japonica Houtt., la Renouée du Japon
- Reynoutria sachalinensis (F.Schmidt) Nakai, la Renouée de Sakhaline
- Reynoutria xbohemica Chrtek & Chrtková, la Renouée de Bohême, un hybride entre R. japonica et R. sachalinensis.

### Le genreFallopia
Selon certaines sources, les espèces du genre Reynoutria sont incluses au sein du genre Fallopia. En effet, selon l'avis de Ronse Decraene & Akeroyd de 1988, le genre Reynoutria est une section du genre Fallopia.
Le genre Reynoutria est constitué de plantes non grimpantes à l'inflorescence axillaire à axe ramifié, au périanthe fin, aux stigmates flabellés et aux pièces extérieures des fruits non ailées. Quant au genre Fallopia, il est composé de plantes grimpantes à l'inflorescence axillaire à axe simple, au périanthe charnu aux stigmates capités et aux pièces extérieures des fruits parfois ailées,.